# Lophophysema gilchristi
Lophophysema gilchristi är en svampdjursart som beskrevs av Konstantin R. Tabachnick och Claude Lévi 1999. Lophophysema gilchristi ingår i släktet Lophophysema och familjen Hyalonematidae.
Artens utbredningsområde är havet utanför Sydafrika. Inga underarter finns listade i Catalogue of Life.